# یاردن جربی
یاردن جربی (عبری: ירדן ג'רבי‎؛ زادهٔ ۸ ژوئیهٔ ۱۹۸۹) یک جودوکار اهل اسرائیل است.
وی در مسابقات کشوری و بین‌المللی در مجموع برندهٔ ۱ مدال طلا، ۲ مدال نقره، ۳ مدال برنز شده‌است.